# Eastern Counties Football League
A Eastern Counties Football League egy 1935-ben létrejött angol labdarúgó-bajnokság.
Kelet-Anglia egyik társult ligája, amely az angol labdarúgó-bajnokság kilencedik, illetve tizedik vonalába osztja szét Észak-Essex, Kelet-Cambridgeshire, Norfolk és Suffolk megyéinek csapatait.
Legfelsőbb osztálya a Premier Division, amely alatt a tizedik osztályt képviselő, Division One helyezkedik el. A divíziók összesen 42 klub részvételét biztosítják a ligában.

## Története
A 20. század elején a Kelet-Angliai labdarúgást több liga (Norfolk & Suffolk League, East Anglian League, Essex & Suffolk Border League, Ipswich & District League) képviselte, míg a régió két nagyobb csapata (Cambridge Town, Ipswich Town) a Southern Amateur League résztvevőjeként szerepelt.
1935. február 17-én, tíz klub alapította meg a mai napig is működő ECL szervezetét.
| Az Eastern Counties Football League alapító tagjai |
| -------------------------------------------------- |
| Cambridge Town                                     |
| Colchester Town                                    |
| Crittall Athletic                                  |
| Gorleston                                          |
| Great Yarmouth Town                                |
| Harwich & Parkeston                                |
| Ipswich Town                                       |
| King's Lynn                                        |
| Lowestoft Town                                     |
| Norwich CEYMS                                      |

Az első, 1935–1936-os kiírásban a Lowestoft Town és a Harwich & Parkeston azonos pontszámmal végzett a tabellán, így osztoztak a bajnoki címen. A szezon végén azonban a bajnokság lebonyolítása veszélybe került, az essexi csapatok távoztak az újonnan alakult Essex County League-hez, az Ipswich Town pedig a Southern League tagjaként folytatta a továbbiakban, végül a ligát a következő szezon elejére négy új együttessel bővítették, így a küzdelmek folytatódhattak.
1948–1949-ben, négy londoni klub (Arsenal, Chelsea, Tottenham Hotspur, West Ham United) nevezte be tartalék csapatait a ligába. Cambridgeshire, 1951-ben lett részese a pontvadászatnak a Cambridge United részvételével. 1955–1956-ban már 20 csapat játszott a bajnokságban, de a tartalékcsapatok fokozatosan távoztak a küzdelmekből, és 1964-re 14 csapat neve szerepelt a táblázaton. A második vonal létrehozása 1988-89-es szezonra datálódik és 14 klub képviselteti magát.

## A bajnokság rendszere

A Eastern Counties League halványsárga (krém) színnel jelölve

Mindegyik részt vevő két alkalommal mérkőzik meg ellenfelével.
A győztes 3 ponttal lesz gazdagabb, döntetlen esetén 1 pontot kap mindkét csapat, a vereségért nem jár pont.
Premier Division: 
A bajnokság első helyezettje a következő évben az Isthmian League Division One North résztvevőjeként szerepelhet. Az utolsó három helyezett a másodosztály (Division One) sorozatában folytathatja.
Division One:
Az első három helyezett az ECL első osztályában (Premier Division), míg a kieső csapatok az Anglian Combination Premier Division, Cambridgeshire FACL Premier Division, Essex & Suffolk Border League, valamint a Suffolk & Ipswich League bajnokságaiban folytatják a következő szezonban.
A területi besorolásoktól függően – ha az előző évhez képest bármely kilencedik osztályú bajnokság létszáma a feljutások és kiesések végett ellentétessé válik –, az FA jogosult a liga együtteseiből áthelyezni klubokat más régióba.

## A liga korábbi elnevezései
A bajnoksághoz 1988-ban csatlakozott a másodosztály.
A liga korábbi elnevezései az alábbi listában olvashatóak:
- 1935–1976:  Eastern Counties Football League
- 1976–1982:  Eastern League
- 1982–1988:  Eastern Counties Football League
- 1988–napjainkig:  Premier Division,  Division One

## Külső hivatkozások
- Hivatalos honlap
- RSSSF